# 人民司法
《人民司法》是中华人民共和国最高人民法院机关刊。

## 简介
1957年1月13日，中华人民共和国最高人民法院、中华人民共和国司法部机关刊《人民司法工作》创刊。中共中央政治局委员、最高人民法院院长董必武为刊物题写了刊名。1958年起，删去“工作”二字，刊名定为《人民司法》。1958年，司法部撤销，《人民司法》成为最高人民法院机关刊。1961年起，因最高人民法院缩减编制，第一次停刊。1962年6月复刊。自复刊起到1966年再度停刊期间,所用刊名由最高人民法院院长谢觉哉题写。因文化大革命爆发，1966年8月被迫第二次停刊。1978年8月复刊，恢复使用董必武题写的刊名。自1984年起，全部实行自费订阅。1985年2月16日，中共最高人民法院党组宣布，《人民司法》编辑部同最高人民法院研究室分设，建制为局级单位。1986年，中共最高人民法院党组决定由《人民司法》编辑部负责筹组人民法院出版社。1986年12月29日，国家出版局批准成立人民法院出版社。自此，《人民司法》编辑部与人民法院出版社期刊编辑室“两块牌子一套人马”。1989年，《人民司法》公开发行。2000年10月，《人民司法》编辑部纳归人民法院报社管理。
2000年，《人民司法》被国家教委组成的专家鉴定小组评定为中文核心期刊。2001年，经中华人民共和国新闻出版总署批准，《人民司法》加入中国期刊方阵，为政治效益和社会效益“双效”期刊。2005年1月，被中华人民共和国新闻出版总署评为中国百种重点期刊。2005年9月，经最高人民法院政治部批准，成立《人民司法》杂志社。2005年10月，再度被评定为中文核心期刊。
2007年1月起，《人民司法》改为半月刊。上半月出版的为《人民司法•应用》，下半月出版的为《人民司法•案例》。2013年7月《人民司法•天平》创刊，每月1日出版。2016年1月起，《人民司法·天平》（每月下旬出版）正式公开发行。

## 历任总编辑
- 廖伯雅（1978年8月—1983年10月）[1]
- 回沪明（1983年10月—2000年7月）[1]
- 柳福华（2000年7月—？，副总编辑兼编辑部主任主持工作）[1]
- 柳福华（？—）[4]

## 《人民司法·天平》
《天平》是由最高人民法院主管、人民法院报社（后改为人民法院新闻传媒总社）主办的文化月刊。2013年7月，经最高人民法院领导提议，由人民法院报社创办，为内部刊物。2016年1月起，作为最高人民法院机关刊《人民司法》（旬刊）旗下的《人民司法·天平》（每月下旬出版）公开发行。主要刊登法院法官及其他工作人员所作的随笔、诗歌、散文、小小说、书画、摄影等作品。